# Tipula ona
Tipula ona är en tvåvingeart som beskrevs av Alexander 1920. Tipula ona ingår i släktet Tipula och familjen storharkrankar. Inga underarter finns listade i Catalogue of Life.